# Културно-географски положај
Културно-географски положај је положај неке тачке или ареала на Земљиној површини у односу на најважније центре и регије развоја духовне културе, као и у односу на културно-историјске творевине различитог значаја. Најбољи пример је положај према колевкама цивилизације - Античка Грчка, Стари Египат, Стари Рим и др.